# Theo Olof
Répertoire
- Concerto pour violon (1950) par Hans Henkemans
- Concerto pour violon (1969) Bruno Maderna

Theo Olof, né Theodor Olof Schmuckler à Bonn le 5 mai 1924 et mort à Amsterdam le 9 octobre 2012, est un violoniste classique et écrivain néerlandais d'origine allemande. En raison de la haine croissante du parti nazi en Allemagne envers les juifs, il a changé son nom de famille. Son deuxième prénom devient son nom et il enlève son nom Schmuckler.

## Biographie
Olof s'enfuit aux Pays-Bas dans les années 1930 pour fuir le régime nazi et donne, à onze ans, son premier concert avec l'Orchestre du Concertgebouw, dirigé par Bruno Walter.
Comme de nombreux autres célèbres violonistes hollandais, Olof est l'élève d'Oskar Back. Juif, il doit se cacher au cours de la Seconde Guerre mondiale.
En 1951, Theo Olof remporte le quatrième prix au Concours Reine Élisabeth à Bruxelles. Avec Herman Krebbers, Olof a été pendant des décennies premier violon de l'Orchestre Philharmonique de La Haye, sous la direction de Willem van Otterloo, et ensuite avec l'Orchestre du Concertgebouw sous la direction de Bernard Haitink. Ils ont combiné leur position dans ces orchestres avec une carrière de soliste aussi bien à domicile qu'à l'étranger. En outre, ils ont souvent joué ensemble surtout des œuvres de Bach (Concerto pour 2 violons), Bartók (44 duos) et des compositeurs hollandais Henk Badings et Géza Frid, qui chacun leur ont dédié un double concerto.
Jusqu'en 1982, Theo Olof est aussi professeur au Conservatoire royal de La Haye. Il a également écrit sur sa vie de violoniste pleine d'anecdotes, notamment dans le livre paru en 1958 Daar sta je dan. Il a cherché l'effet perdu du luthéal pour jouer Tzigane de Ravel, comme le compositeur l'a initialement proposé.
En 1975, Theo Olof est parmi les initiateurs de Hilversum 4 (maintenant Radio 4), la station de radio de musique classique de la radiodiffusion publique. En 2009, il reçoit le tout premier Prix Radio 4 du ministre de la Culture Ronald Plasterk. Theo Olof est aussi au berceau de la branche néerlandaise de l'European String Teachers Association.

## Compositions dédiées à Theo Olof
Œuvres dédiés à Theo Olof :
- Concerto pour violon (1950) de Hans Henkemans
- Concerto pour violon (1969) de Bruno Maderna

Œuvres dédiés à Theo Olof et Herman Krebbers conjointement :
- 20 duos pour deux violons (1951) par Géza Frid
- Concerto pour deux violons et orchestre. 40 (1952) de Géza Frid
- Concerto pour deux violons et orchestre (1954) de Henk Badings
- Suite pour deux violons no 1, op. 110 (1955) de William Meerrettich
- Rhapsody de Wolfgang Wijdeveld (à l'occasion de leur 20e anniversaire en duo).

## Livres
- Daar sta je dan. 1958
- De muziekwedstrijd. 1959
- Divertimenti van en over Theo Olof. 1968
- Rhythmicon. 1970
- Melomedicon. 1972
- Daar sta je dan opnieuw. 1973
- Scherzo. 1979
- Daar ga je dan. Muzikale reisimpressies. 1986
- Het Symfonie Orkest. 1986
- Wolfgang Amadeus Mozart. Geniaal componist. 1991
- Mijn leven met Tsjaikovski. 1995
- Flarden. 2000
- Oskar Back en veertig jaar Nationaal Vioolconcours. 2005